# Irina Slyusar
Irina Slyusar (née le 19 mars 1963 à Dniprodzerjynsk) est une athlète ukrainienne spécialiste du 100 mètres et du 200 mètres. 

## Carrière

### Palmarès
| Date | Compétition           | Lieu   | Résultat | Épreuve               | Performance |
| ---- | --------------------- | ------ | -------- | --------------------- | ----------- |
| 1985 | Universiade d'été     | Kōbe   | 1re      | 100 mètres            | 11 s 22     |
| 1985 | Universiade d'été     | Kōbe   | 3e       | 200 mètres            | 22 s 86     |
| 1985 | Universiade d'été     | Kōbe   | 2e       | Relais 4 × 100 mètres | 43 s 43     |
| 1987 | Universiade d'été     | Zagreb | 2e       | 100 mètres            | 11 s 34     |
| 1987 | Universiade d'été     | Zagreb | 2e       | Relais 4 × 100 mètres | 43 s 17     |
| 1987 | Championnats du monde | Rome   | 3e       | Relais 4 × 100 mètres | 42 s 33     |

### Records
| Épreuve    | Performance | Lieu | Date |
| ---------- | ----------- | ---- | ---- |
| 100 mètres | 11 s 22     | Kōbe | 1985 |
| 200 mètres | 22 s 86     | Kōbe | 1985 |